# Рольвсьорд, Кристиан
Кристиа́н Ро́львсьорд (норв. Kristian Rolvsjord) — норвежский кёрлингист.

## Команды
| Сезон   | Четвёртый                 | Третий              | Второй              | Первый          | Запасной                                              | Турниры            |
| ------- | ------------------------- | ------------------- | ------------------- | --------------- | ----------------------------------------------------- | ------------------ |
| 2005—06 | Anders Bjørgum            | Morten Husby        | Håvard Mellem       | Vemund Ørstad   | Кристиан Рольвсьорд тренер: Stig Høiberg              | ЧМЮ 2006 (5 место) |
| 2006—07 | Stein Fredrik Mellemseter | Стеффен Меллемсетер | Кристиан Рольвсьорд | Маркус Хёйберг  | Øyvind Rogstad тренер: Пауль Энгер                    | ЧМЮ 2007 (7 место) |
| 2007—08 | Кристиан Рольвсьорд       | Стеффен Вальстад    | Стеффен Меллемсетер | Маркус Хёйберг  | Joacim Suther тренер: Пауль Энгер                     | ЧМЮ 2008 (4 место) |
| 2008—09 | Кристиан Рольвсьорд       | Стеффен Вальстад    | Стеффен Меллемсетер | Маркус Хёйберг  | Joacim Suther Frode Bjerke (ЧМЮ) тренер: Stig Høiberg | ЧМЮ 2009 (5 место) |
| 2022—23 | Стеффен Меллемсетер       | Кристиан Рольвсьорд | Эйрик Мён           | Truls Rolvsjord | Sondre Snøve Høiberg                                  | ЧНМ 2023 (6 место) |

(скипы выделены полужирным шрифтом)